# Rugonfalvi református templom
A rugonfalvi református templom műemlékké nyilvánított templom Romániában, Hargita megyében. A romániai műemlékek jegyzékében a HR-II-a-A-12942 sorszámon szerepel.